# Томпсон, Грег (политик)
Грегори Фрэнсис (Грег) Томпсон (англ. Gregory Francis 'Greg' Thompson; 28 марта 1947, Сент-Стивен, Нью-Брансуик — 10 сентября 2019) — канадский бизнесмен и государственный деятель. Депутат Палаты общин с 1988 по 1993 и с 1997 по 2011 год, министр по делам ветеранов Канады в 2006—2010 годах, министр по межправительственным связям Нью-Брансуика в 2018—2019 годах.

## Биография
Грег Томпсон вырос на маленькой молочной ферме в Нью-Брансуике. Окончил среднюю школу Сен-Стивена и пять лет работал на бумажно-целлюлозной фабрике, прежде чем поступить в Университет Сент-Томас. В 1966 году окончил университет со степенью бакалавра педагогики. Вёл собственный бизнес, работал также в сфере финансового планирования и преподавал историю в средней школе Фанди (графство Шарлотт). Входил в правление театра Нью-Брансуика и окружной больницы Шарлотта, а также в провинциальную комиссию по алкогольной и наркотической зависимости.
В 1988 году был избран от округа Карлтон-Шарлотт в Палату общин Канады. В парламенте этого созыва он входил в консервативное большинство, обеспечившее Брайану Малруни в его второй срок в должности премьер-министра возможность заключить Североамериканское соглашение о свободной торговле. В 1993 году проиграл выборы в округе Карлтон-Шарлотт в ходе избирательной кампании, в которой большинство депутатов-консерваторов потеряли свои места в парламенте.
В середине 1990-х годов у Томпсона была диагностирована неходжкинская лимфома. На этом этапе ему удалось справиться с болезнью, и в 1997 году он вернулся в федеральный парламент как депутат от округа Шарлотт, после чего переизбирался ещё четырежды, в том числе три раза от Юго-Западного Нью-Брансуика. В годы пребывания Прогрессивно-консервативной партии в оппозиции выступал как парламентский критик в сферах здравоохранения (1998—2000 и 2002—2004), финансов (2001—2004) и промышленности и регионального развития (2001—2002).
В феврале 2006 года премьер-министр Стивен Харпер назначил Томпсона министром по делам ветеранов. В этот же период тот занимал пост министра, ответственного за Нью-Брансуик. На министерских постах Томпсон оставался до января 2010 года, когда подал в отставку по собственной инициативе. Он обосновывал отказ от поста тем, что выполнение обязанностей министра по делам ветеранов требовало от него постоянных поездок и не позволяло проводить время в кругу семьи. В 2011 году Томпсон отказался в очередной раз выставить свою кандидатуру на федеральных выборах.
Томпсон вернулся в политику после перерыва в 2018 году, в возрасте 71 года, чтобы участвовать в выборах в Законодательное собрание Нью-Брансуика. Он был избран в провинциальный парламент от округа Сен-Круа, победив действующего депутата-либерала Джона Эймза, и назначен министром по межправительственным связям в консервативном кабинете Блейна Хиггса. В апреле 2019 года был госпитализирован. В августе казалось, что его состояние улучшилось, но через две недели наступило новое ухудшение, и Томпсон умер от рака в начале сентября 2019 года в возрасте 72 лет, оставив после себя жену Линду и двоих сыновей — Грегори-младшего и Кристиана.